# Камарска котловина
Кама̀рска котловина̀ (или Долнокамарска котловина) е най-малката от Задбалканските котловини и се явява четвърта по ред от запад на изток.
Камарската котловина е разположена между планината Мургаш и Етрополска планина (части от Стара планина) на север и северните дялове на Ихтиманска Средна гора на юг. На запад планинския праг Опорски рид я отделя от Саранската котловина, а на изток рида Гълъбец – от Златишко-Пирдопската котловина.
Камарската котловина е най-малката и най-високо разположената от всички Задбалкански котловини. Площта ѝ е около 20 км2. Има почти кръгла форма с размери 4/5 км. Средната ѝ надморска височина е около 700 – 800 м и е наклонена на юг. Котловинното дъно е запълнено с наносни конуси, като в южните и средните си части е частично заблатено. Старопланинските склонове са обезлесени и силно ерозирани, а средногорските са покрити с габърови и дъбови гори. Слабо развито земеделие. Преобладават предимно ливадите и пасищата.
По периферията на котловината са разположени 3 села: Горно Камарци (на северозапад), Стъргел (на североизток) и Долно Камарци (на юг).
От северозапад на югоизток, на протежение от 4 км котловината се пресича от участък от първокласен път № 6 ГКПП „Гюешево“ – София – Карлово – Бургас.
В най-южната ѝ част, през село Долно Камарци преминава и участък от трасето на Подбалканската жп линия София – Карлово – Бургас.

## Топографска карта
- Лист от карта K-34-48. Мащаб: 1 : 100 000.